# Кировградский завод твёрдых сплавов
Кировградский завод твёрдых сплавов — металлургический завод по производству изделий из твёрдых сплавов на основе карбидов тугоплавких металлов и металлического кобальта. Завод был основан в 1942 году на территории современного города Кировграда Свердловской области.

## История создания
В 1937 году Наркомат цветной металлургии принял решение о создании Уральского комбината твердых сплавов в селе Шурала Свердловской области, но его проектирование и строительство затянулось. С началом Великой Отечественной войны 16 июля 1941 года был издан приказ об организации производства в приспособленных помещениях. Комиссия Наркомцветмета в июле 1941 году подобрала для нового завода здания городского гаража и бани в г. Кировграде, механические цеха в посёлке Лёвиха, где был создан цех по получению вольфрамового ангидрида. Проектированием занимался трест Кировградмедьруда, а затем Гипроредмет (гл. инж. В. А. Ивенсен, Б. А. Сморгунов, М. Д. Бершицкий). Оборудование для нового завода изготовлялось на Невьянском машиностроительном заводе, в механическом цехе Кировградского медеплавильного завода и в собственных мастерских (трансформаторы, гуммированную аппаратуру, резиновые сапоги). Началась эвакуация Московского комбината твёрдых сплавов. В сентябре 1941 года прибыл первый эшелон из Москвы, в декабре 1941 года запущено химическое производство и получена первая продукция — вольфрамовый ангидрид и карбид вольфрама.

### Завод № 4
В феврале 1942 года получена первая твердосплавная продукция из шихты Московского комбината твердых сплавов. В мае 1942 года отгружена первая партия твердосплавных наконечников для снарядов и патронов. Заводом был освоен выпуск крупных сердечников для противотанковых снарядов. Для обеспечения завода в 1942 году на Уральском хромпиковом заводе были запущены установки по производству вольфрамового ангидрида из шеелитовых концентратов по щелочной схеме, а в городе Берёзовске — установке по производству кобальта. Среди работников — 70 % были женщины и подростки.
Послевоенное время завод запустил выпуск инструментальных сплавов, а участок прокатки вольфрамовой кислоты переведен из Лёвихи на завод. В 1948 создан исследовательский отдел.

### Кировградский завод твёрдых сплавов
После приватизации, 4 октября 1992 года завод был реорганизован в АООТ «КЗТС» и в настоящее время завод выпускает вольфрамовые и безвольфрамовые твердые сплавы с повышенной сопротивляемостью абразивному износу и высокими прочностными характеристиками, которые используются в горно-буровом инструменте, при обработке металла, и производит спеченные твердые сплавы.
В настоящее время действуют шесть основных цехов и более 20 вспомогательных цехов и различных служб.

## Оборудование завода
В 1949 году запущен первый пресс для автоматического прессования, а в 1951 году половина продукции выпускалась с использованием пресс-автоматов КРП-10, модернизированы цеха и вентиляция в цехах. В 1966—1969 годах запущены новые цеха, в 1971 году — цех металлокерамических сплавов, участки оборотного водоснабжения, котельная. В 1984 году запущен новый цех по выпуску вольфрама, а в 1993 году — новый гидрометаллургический цех по производству вольфрамового ангидрида.
В настоящее время в парке завода имеются роботизированные пресс-автоматы, вакуумно-компрессионные печи спекания, шлифовальные станки для обработки твердосплавных изделий, печи вакуумно-компрессионного спекания, а испытательно-аналитический центр оснащен электронным микроскопом, рентгеновскими анализаторами, фотометрическим седименто метром, масс-спектрометром и другим оборудованием. Заводом была освоена сушка смесей распылением, очистка оксида кобальта и его восстановление из оксалата, осваивается производство новых марок сплавов.

## Руководители завода
В разные годы комбинатом руководили:
- Егоров Яков Георгиевич (11.1941-07.1942);
- Зиновий Борисович Друтман (08.1942-1947).

## Награды
За свои достижения коллектив завода был награждён:
- сентябрь 1942 года — присуждено переходящее Красное Знамя ГКО.

## Продукция
В 1971 году освоен выпуск товаров народного потребления, а также стружко-ломкие и многогранные шлифовальные пластины, сплавы на основе карбида титана, буровые коронки. В 1982 году номенклатура завода составляла 17 видов продукции высшей категории качества. В настоящее время завод выпускает более шести тысяч формо-размеров твердосплавных изделий из различных марок сплава, освоен сплав ВК-13 для армирования бурового инструмента.
| Год  | Выпуск твердых сплавов и смесей, в тоннах | Выпуск вольфрамового порошка, в тоннах | Выпуск карбидов вольфрама, в тоннах |
| ---- | ----------------------------------------- | -------------------------------------- | ----------------------------------- |
| 1942 | 450                                       |                                        |                                     |
| 1943 | 767                                       |                                        |                                     |
| 1945 | 408                                       |                                        |                                     |
| 1950 | 343                                       |                                        |                                     |
| 1955 | 691                                       |                                        |                                     |
| 1960 | 923                                       |                                        |                                     |
| 1965 | 1108                                      |                                        |                                     |
| 1970 | 1879                                      |                                        | 300                                 |
| 1975 | 2328                                      | 197                                    | 693                                 |
| 1980 | 2554                                      | 212                                    | 1101                                |
| 1985 | 2731                                      | 310                                    | 833                                 |
| 1990 | 3093                                      | 342                                    | 1062                                |
| 1995 | 559                                       | 26                                     | 14                                  |
| 1996 | 521                                       | 37                                     | 28                                  |
| 1997 | 546                                       | 83                                     | 4                                   |
| 1998 | 457                                       | 38                                     | 2                                   |
| 1999 | 732                                       | 150                                    | 10                                  |
| 2000 | 920                                       | 147                                    | 7                                   |